# Pierre Hourcade
Pierre Hourcade  (* 6. August 1908 in Châlons-en-Champagne; † 3. Februar 1983 in Aix-en-Provence) war ein französischer Romanist, Lusitanist und Literaturwissenschaftler.

## Leben und Werk
Hourcade studierte an der École normale supérieure in Paris, dann an der Universität Coimbra in Portugal. Er schloss ab mit der Arbeit Guerra Junqueiro et le problème des influences françaises dans son œuvre| (Paris 1932). Von 1931 bis 1932 war er in Coimbra Lektor für Französisch. 1932 bestand er die Agrégation de lettres classiques. Von 1935 bis 1938 unterrichtete er französische Literatur an der Universität von São Paulo. 1938 ging er zurück nach Portugal und leitete zuerst das Institut français von Porto, dann von 1941 bis 1962 das Institut français in Lissabon (mit Paul Teyssier als Mitarbeiter). Gleichzeitig war er Kulturattaché der französischen Botschaft. Ab 1962 war er Leiter des Institut français d’Amérique latine und Kulturattaché der französischen Botschaft in Mexiko, dann bis zu seinem Ruhestand im Jahre 1973 Conseiller culturel in Ankara. Er ließ sich in Aix-en-Provence nieder und lehrte noch an der dortigen Universität.
Hourcade war von 1930 bis 1934 ein Bekannter von Fernando Pessoa. Für die Anfänge der französischen Lusitanistik hat er Wichtiges geleistet.

## Weitere Werke
- Eça de Queirós e a França, übers. und hrsg. von Castelo Branco Chaves, Lissabon  1936
- (Übers. mit Michel Berveiller) Jorge Amado, Bahia de tous les saints. Roman, Paris 1938, 1997
- (Übers.) Oliveira Salazar, Le Portugal et la crise européenne, Paris 1940
- Temas de literatura portuguesa, Lissabon 1978